# قروش بقرية
القروش البقرية (الاسم العلمي Hexanchidae)، فصيلة أسماك بحرية سرلودة مفترسة من رتبة الخانقات، أنواعها 37 ضمن عشرة أجناس.